# ФК Чегар
ФК Чегар је фудбалски клуб из Доњег Матејевца (Ниш, Србија).

## Историја
Углавном је играо у Првој Нишкој лиги
Сезоне 2011./12. клуб је испао у Другу нишку лигу